# St.-Louis-Enzephalitis
Die St.-Louis-Enzephalitis, auch Encephalitis St. Louis, ist eine der häufigsten durch Arboviren ausgelöste Erkrankung Nordamerikas und ist auch von reisemedizinischer Bedeutung.

## Erreger
Die St.-Louis-Enzephalitis wird durch das St.-Louis-Enzephalitis-Virus (englisch Saint Louis encephalitis virus, SLEV; Spezies Orthoflavivirus louisense) ausgelöst. Das behüllte, einzelsträngige RNA-Virus mit positiver Polarität gehört zur Familie Flaviviridae (Flaviviren).

## Übertragung
Das Virus wird durch Stechmücken übertragen (Gattung Culex und Spezies Stegomyia albopicta). Während einer Blutmahlzeit an einem infizierten Tier nehmen die Stechmücken das Virus auf und können es zu einem späteren Zeitpunkt durch erneuten Stich auf Menschen oder Tiere übertragen. Tierisches Reservoir sind Vögel und Fledermäuse. Der Mensch ist nur ein Fehlwirt, eine Übertragung von Mensch zu Mensch findet nicht statt.

## Vorkommen
Endemiegebiete in den USA sind das Ohio-Mississippi-Becken, Texas, Florida, Colorado sowie Kalifornien, außerdem Jamaika. Das Virus ist auch in Kanada, in Mittel- und Südamerika endemisch, hat aber dort wohl keine Epidemien ausgelöst. Die Übertragung erfolgt, dem Lebenszyklus der Stechmücken entsprechend, am häufigsten zwischen Juli und Oktober.

## Klinik
Die Erkrankung verläuft in den meisten Fällen inapparent und ohne Folgen.
Bei 1–5 % der Infizierten kommt es jedoch nach einer Inkubationszeit von wenigen Tagen zu plötzlich einsetzendem hohem Fieber, begleitet von Kopf-  und Gliederschmerzen, Lichtscheu und Schwindel. Insbesondere bei älteren Menschen können im Anschluss neurologische Symptome auftreten: Meningitis oder Enzephalitis. Die Rekonvaleszenz kann Wochen und Monate dauern, möglich sind auch bleibende neurologische Ausfälle, z. B. Gang- und Sprachstörungen. Die Letalität kann bis zu 20 % betragen.

## Therapie
Eine spezifische Therapie oder eine Impfung gibt es nicht. Für Reisende in Endemiegebiete empfiehlt sich daher als Vorbeugung ein Schutz vor Mückenstichen: Repellentien, Moskitonetze, helle, lange Kleidung, Vermeidung von Außenaufenthalten während und nach der Dämmerung.

## Meldepflicht
In Deutschland ist der direkte oder indirekte Nachweis der Erregergruppe Arboviren namentlich meldepflichtig nach § 7 des Infektionsschutzgesetzes (IfSG), soweit der Nachweis auf eine akute Infektion hinweist (§ 7 Abs. 1 Satz 1 Nummer 50a IfSG: „Zika-Virus und sonstige Arboviren“), im Regelfall für die Leitung des untersuchenden Labors (siehe § 8 IfSG).